# 阿南敦子
阿南 敦子（あなみ あつこ、1970年〈昭和45年〉12月16日 - ）は、日本の女優、劇作家、演出家である。
東京都出身。東放学園放送演技科卒業。株式会社Quickエースエージェント事業部所属。演劇集団「TEAM6g」主宰。

## 略歴・人物
1997年に舞台『暗闇のレクイエム』（STRAY DOG）でデビュー。劇団「東京セレソン」「東京セレソンデラックス」での活動を経て、2007年秋に退団後吉成浩一らとともに立ち上げた演劇集団「TEAM6g」を主宰し、脚本・演出も手がける。舞台に加えて映画、テレビドラマ、CMで幅広く活動している。
身長156cm、スリーサイズB82cm、W60cm、H89cm。 

## 出演

### 舞台

#### 東京セレソン
- 今夜だけキャバレーで（1997年）
- アルトマンを探して（1998年）
- 0番区からのラブレター（1998年）
- 私を愛したカインとアベル（1999年）
- Y2Kよりあなたへ（1999年）
- シングル8からの招待状（2000年）
- 緋色エレジー（2000年）

#### 東京セレソンデラックス
- 傷（2001年）
- JOKER（2001年）
- WHAT A WONDERFUL LIFE（2002年）
- BARTENDER（2002年）
- 夕（2003年）
- ピリオド（2003年）
- 歌姫（2004年）
- How are you?（2005年）
- 夕 再演（2005年）
- ぴえろ 再演（2005年）
- ザ・福袋（2006年）
- 流れ星（2006年）
- 歌姫 プレビュー公演（2006年）
- あいあい傘（2007年）
- 歌姫 再演（2007年）

#### TEAM 6g
- 茶番劇（2008年）
- LINE（2009年） - 脚本も担当
- goodluck!!!!!!（2009年） - 脚本、演出のみ
- Remember（2010年） - 脚本、演出も担当

#### 外部公演
- STRAY DOG 暗闇のレクイエム（1997年）
- 松竹 獅童流 森の石松（2006年）

### テレビドラマ
- 魁!セレソンDX 喫茶編（2006年、テレビ東京） - 茜 役
- WoO 第8話（2006年、NHK）
- 花より男子2（2007年、TBS）
- 特急田中3号（2007年、TBS）
- 星空ホスピタル（2007年、NHK）
- おばんざい 第1話（2007年、TBS）
- ファイブ（2008年、NHK） - 辰巳みどり役
- 斉藤さん（2008年、日本テレビ） - 阿部香 役（レギュラー）
- アベレイジ（2008年、フジテレビ）
- スミレ16歳!（2008年、BSフジ）レギュラー
- ザ・クイズショウ（2008年、日本テレビ）
- ロト6で3億2千万円当てた男（2008年、ABCテレビ/テレビ朝日）
- 土曜ワイド劇場 温泉マル秘大作戦6（2008年、テレビ朝日）
- 33分探偵（2008年フジテレビ）
- ルパンの消息（2008年、WOWOW）
- ブラッディ・マンデイ Season1（2008年、TBS） - 澤北美姫 役（レギュラー）
- 妄想姉妹 第4話（2009年、日本テレビ） - 看護婦長 役
- 東京少女（2009年、BS-i）
- チャンス!〜彼女が成功した理由〜（2009年、フジテレビ） -  バスガイド 役
- 帰ってくるのか!?33分探偵（2009年、フジテレビ） -  隼人の母 役
- アタシんちの男子 第1話・第5話（2009年、フジテレビ） - ホームレス 役
- 白い春（2009年、関西テレビ） - 河合先生 役
- サマヨイザクラ（2009年、フジテレビ） - 書記官 役
- コールセンターの恋人 第2話（2009年、テレビ朝日） - 北野瑞江 役
- 椿山課長の七日間（2009年、テレビ朝日）
- 世にも奇妙な物語 「呪い裁判」（2009年） - 桐島雅美
- ブラッディ・マンデイ Season2（2010年、TBS） - 澤北美姫 役（レギュラー）
- 火9 絶対零度〜未解決事件特命捜査〜 Case.2（2010年4月20日、フジテレビ） - 看護婦長・立花志保 役[7]
- 夏の恋は虹色に輝く（2010年、フジテレビ） - 沖めぐみ 役
- ジョーカー 許されざる捜査官 特別編（2010年、フジテレビ） - 中崎由衣 役
- ナサケの女〜国税局査察官〜（2010年、テレビ朝日）
- フリーター、家を買う。（2010年、フジテレビ）
- パーフェクト・リポート 第6話（2010年、フジテレビ） - 永田紫乃 役
- 大切なことはすべて君が教えてくれた 第1話（2011年、フジテレビ） - 生徒の母親 役
- 相棒 Season 9 第13話（2011年、テレビ朝日 / 東映） - 藤吉美里役
- デカワンコ 第5話（2011年、日本テレビ）
- 金曜プレステージ（フジテレビ）
  - 赤い霊柩車27（2011年） - 笠山美奈子 役
  - 医療捜査官 財前一二三2（2011年） - 杉清美役
  - 外科医 鳩村周五郎11（2013年） - 奥村美香 役
- マルモのおきて 第3話（2011年、フジテレビ）
- アスコーマーチ〜明日香工業高校物語〜 第5話（2011年、テレビ朝日） - 裕子役
- ジウ 警視庁特殊犯捜査係（2011年、テレビ朝日） - 前島景子 役（レギュラー）
- 明日の光をつかめ2 第17話（2011年、東海テレビ/フジテレビ）
- バラ色の聖戦（2011年、テレビ朝日） - 由香里 役（レギュラー）
- 謎解きはディナーのあとで 第2話（2011年、フジテレビ） - 若林春江 役
- DOCTORS〜最強の名医〜（2011年、テレビ朝日） - 吉川みずき 役（レギュラー）
  - DOCTORS〜最強の名医〜ファイナル 新春スペシャル（2023年1月3日、テレビ朝日）[8]
- ドラマスペシャル 愛・命 〜新宿歌舞伎町駆け込み寺〜（2011年、テレビ朝日）
- 鍵のかかった部屋 第1話（2012年、フジテレビ） - 田代芙美子 役
- たぶらかし-代行女優業・マキ- 第9話・第10話（2012年、読売テレビ/日本テレビ） - 岡田の母親 役
- 市長はムコ殿 第6話（2012年、BS朝日） - 山下由貴子 役
- 警視庁捜査一課9係 season7 第8話（2012年、テレビ朝日） - 末永千穂 役
- そこをなんとか 第2話（2012年、NHK BSプレミアム） - 青山節子 役
- 孤独のグルメ Season2 第8話 （2012年11月28日、テレビ東京）- 横山美奈子 役
- いつか陽のあたる場所で 第5話（2013年、NHK総合） - 片山祥子 役
- ビブリア古書堂の事件手帖 第5話（2013年、フジテレビ） - 杉浦教諭 役
- でたらめヒーロー 第9話（2013年、読売テレビ/日本テレビ） - 倉田恵美 役
- 幸せになる3つの買い物「『いいね!』を買った女」（2013年、関西テレビ） - 小寺陽子 役
- 月曜ゴールデン 守護神・ボディーガード 進藤輝 Episode2（2013年、TBS） - 白井須美代 役
- 夫のカノジョ（2013年、TBS） - 中村みどり 役（レギュラー）
- 三匹のおっさん〜正義の味方、見参!!〜 第4話（2014年、テレビ東京） - 徳永牧子 役
- ママが生きた証（2014年） - 中西医師 役
- GTO（2014年、関西テレビ） - 入江ちか 役
- ほっとけない魔女たち 第41話・最終話（2014年、東海テレビ） - 看護師 役
- シンデレラデート（2014年、東海テレビ） - 石橋美千代 役
- 世にも奇妙な物語 「自縛者」（2015年） - 向井順子
- アイムホーム（2015年、テレビ朝日） - 五老海洋子 役
- ドラマスペシャル 最上の命医2016（2016年、テレビ東京） - 杉田恵理子 役
- スペシャリスト（2016年、テレビ朝日） 第7話 - 成田喜和子 役
- 刑事7人 第2シリーズ 第3話（2016年、テレビ朝日） - 西原朋子 役
- 月曜名作劇場 ミステリー作家・朝比奈耕作シリーズ 花咲村の惨劇（2016年、TBS） - 夏目椿 役
- 家政夫のミタゾノ 第3話（2016年11月5日、テレビ朝日） - 坪田秋枝 役
- 緊急取調室 第6話（2017年、テレビ朝日） - 大谷雅美 役
- 日曜ワイド 人類学者・岬久美子の殺人鑑定7（2017年、テレビ朝日） - 日暮奈津 役
- ダイアリー（2018年、NHK BSプレミアム） - 宮田直海 役
- 健康で文化的な最低限度の生活 第9話・最終話 （2018年、関西テレビ） - 大園綾 役
- 科捜研の女 SEASON18 第2話（2018年、テレビ朝日） - 蓮見奈緒 役
- 刑事ゼロ 第3話（2019年、テレビ朝日） - 門田房枝 役
- インハンド 第10話・最終話（2019年、TBS） - 石川真唯子 役
- まだ結婚できない男（2019年、関西テレビ）
- パニックコマーシャル（2019年、フジテレビ） - 庄司智子 役
- 美食探偵 明智五郎 第5話（2020年5月10日、日本テレビ） - 兼木先生 役
- 金曜ロードSHOW! 「映画公開記念!!今日から俺は!!スペシャル」（2020年7月17日、日本テレビ） - 今井の母 役
- BG〜身辺警護人〜 第6話（2020年7月23日、テレビ朝日） - 中埜悦子 役
- MIU404 第7話（2020年8月7日、TBS） - 陣馬八重子 役
- 姉ちゃんの恋人（2020年10月27日 - 12月22日、関西テレビ/フジテレビ） - 原田福代 役[9][10]
- 月曜プレミア8 横山秀夫サスペンス「モノクロームの反転」（2020年11月9日、テレビ東京） - ポリグラフ検査技師 役
- 30歳まで童貞だと魔法使いになれるらしい 第7話（2020年11月20日、テレビ東京） - 松浦社長 役
- あのときキスしておけば（2021年4月30日 - 6月18日、テレビ朝日） - 水出清美 役
- ハコヅメ～たたかう!交番女子～ 第6話（2021年8月25日、日本テレビ） -  田村麻美 役
- アバランチ 第4話（2021年11月8日、カンテレ・フジテレビ系） - 仙道雅美 役
- ミステリと言う勿れ 第6話・第10話（2022年2月14日・3月14日、フジテレビ） - 梅津真波 役
- ファーストステップ～世界をつなぐ愛のしるし（2022年3月27日、BSよしもと）[11]
- やんごとなき一族 第9話（2022年6月16日、フジテレビ） - レイコ 役
- 元彼の遺言状 第11話（2022年6月20日、フジテレビ） - さちよ 役
- 親愛なる僕へ殺意をこめて（2022年10月5日 - 11月30日、フジテレビ） - 浦島珠代 役[12]
- 霊媒探偵・城塚翡翠 第2話（2022年10月23日、日本テレビ） - 森畑 役
- Dr.チョコレート 第3話・第4話・第7話（2023年5月6日・5月13日・6月3日、日本テレビ） - 清田 役
- シッコウ!!〜犬と私と執行官〜 第3話・第4話（2023年7月18日・8月1日、テレビ朝日） - 吉野かおり 役
- うちの弁護士は手がかかる 第10話・最終回（2023年12月15日・12月22日、フジテレビ） - 水島多江子 役
- 厨房のありす（2024年1月21日 - 3月24日、日本テレビ） - 三ツ沢明希子 役[13]
- ACMA:GAME アクマゲーム 第2話・第6話（2024年4月14日・5月12日、日本テレビ）[14] - 悠理子（悠季の母） 役
- アンメット ある脳外科医の日記（2024年4月15日 - 6月24日、関西テレビ・フジテレビ） - 香織 役[15]
- ギークス〜警察署の変人たち〜 第4話（2024年7月25日、フジテレビ） - 伊賀洋子 役[16]
- GO HOME〜警視庁身元不明人相談室〜 第5話（2024年8月17日、日本テレビ） - 高倉桐子 役[17]
- プライベートバンカー 第6話（2025年2月13日、テレビ朝日） - 島崎千智 役[18]
- 相続探偵 第7話・第8話（2025年3月8日・15日、日本テレビ） - 末永美智 役[19]
- Dr.アシュラ（2025年4月16日 - 6月25日、フジテレビ） - 三宝加代子 役[20]

### 映画
- ヒートアイランド（2007年）
- 同窓会（2008年）
- るろうに剣心（2012年） - 久保・妻 役
- 天使に“アイム・ファイン”（2016年） - 朝日久枝 役

### CM
- ユーキャン（2008年）

### ラジオ
- サタケミキオと宅間孝行

### 配信ドラマ
- 社畜OLちえ丸（2023年2月10日 - 、Hulu） - 佐古山かずえ 役[21]
- 君と世界が終わる日に Season5（2024年2月9日 - 3月8日、Hulu）[22]
- Dr.アシュラ スペシャルドラマ「医療監修編」（2025年6月11日、FOD） - 三宝加代子 役[23]